# Санники (гміна)
Гміна Санники (пол. Gmina Sanniki) — місько-сільська гміна у центральній Польщі. Належить до Ґостинінського повіту Мазовецького воєводства.
Станом на 31 грудня 2011 у гміні проживало 6419 осіб.

## Площа
Згідно з даними за 2007 рік площа гміни становила 94.57 км², у тому числі:
- орні землі: 88.00%
- ліси: 5.00%

Таким чином, площа гміни становить 15.36% площі повіту.

## Населення
Станом на 31 грудня 2011:
| Опис     | Загалом | Загалом | Чоловіки | Чоловіки | Жінки | Жінки |
| -------- | ------- | ------- | -------- | -------- | ----- | ----- |
| одиниця  | осіб    | %       | осіб     | %        | осіб  | %     |
| все      | 6419    | 100     | 3100     | 48.29    | 3319  | 51.71 |
| міське   | 0       | 100     | 0        |          | 0     |       |
| сільське | 6419    | 100     | 3100     | 48.29    | 3319  | 51.71 |

## Сусідні гміни
Гміна Санники межує з такими гмінами: Ґомбін, Ілув, Кернозя, Пацина, Слубіце.